# Andrena okabei
Andrena okabei är en biart som beskrevs av Hirashima 1957. Andrena okabei ingår i släktet sandbin, och familjen grävbin. Inga underarter finns listade i Catalogue of Life.